# Hans Georg Koehler
Hans Georg Koehler (* 14. März 1968 in Borna) ist ein zeitgenössischer deutscher Künstler.

## Leben
Koehler studierte von 1990 bis 1995 Bildhauerei, Malerei und Szenografie an der Kunsthochschule Berlin-Weißensee und schloss das Studium 1997 als Meisterschüler ab. Seit 1993 hat er Ausstellungen und Ausstellungsbeteiligungen in Kunstvereinen, öffentlichen und privaten Galerien. Hans Georg Koehler lebt und arbeitet in Berlin.

## Werk
Seine frühen Arbeiten der 1990er Jahre spiegeln sein Interesse an geometrisch-formalen Bildräumen und figürlich-inszenatorischen Bildauffassungen wider. Sie zeigen ein breites handwerkliches Spektrum von Radierung, Zeichnung, Malerei, Skulptur in Holz, Kunststein, Bronze und Bühnenbild. Die geometrisch-formalen Bilder erinnern an die Konkrete Kunst („roter Winkel“, 1995), die Op-Art („2 grüne Rechtecke auf orange“, 2000) und Minimal-Art („Öffnung, grüner Punkt“, 1995). In der Ausstellung „Körper und Geometrie“, 2007, Galerie im Turm Berlin, führte Koehler erstmals die Stilistik der Konkreten Kunst mit der abbildhaften, figürlichen Malerei im Bild „Körper & Geometrie – Liebesgrüße an Bisky“ (2007) zu einem neuen Bildtypus zusammen. Ihn interessiere „der ästhetische Zusammenhang zwischen dem kalt geplanten, aufgezirkelten Bild und der Darstellung sich zerfleischender, verrenkender Figuren.“  Werke des Künstlers liegen in den Sammlungen Callay, Paris, im Deutschen Bundestag und in der Vordemberge-Gildewart Bibliothek, Osnabrück.

## Ausstellungen (Auswahl)
(E = Einzelausstellung, G = Gruppenausstellung)
- PYSIS, Kunstverein Gera, E, 2009
- QUEST, Galerie ZERN, G, 2008

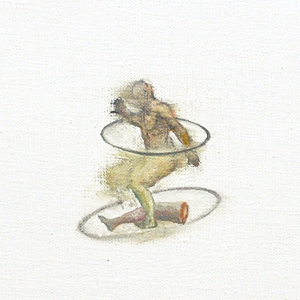
Kreistraining

- s/w RGB, Galerie Andrieu, Berlin (mit Thomas Vinson), 2008
- same same but different, Heart-Gallery, Paris, G, 2008
- Win - Win, Galerie ZERN, Berlin (mit David Zink Yi), 2008
- rot gelb schwarz - arbeiten auf Papier, Volapük, Berlin, 2008, E
- Internationaler André Evard Preis, kunsthalle messmer, Emmendingen, G, 2007
- Körper und Geometrie, Galerie im Turm, Berlin, E, K, 2007
- Landpartie, Städtische Galerie, Geithain, E, 2007
- rencontre, Friedrichsbau Bühl, (mit J. Reichert), Katalog, 2004
- Bildhauerzeichnungen, Galerie im Turm, Berlin, Berliner Kabinett, 2003, G
- rappeler répéter ruminer Erinnern Wiederholen Durcharbeiten, Goethe-Institut Bordeaux, E, 2002
- Höhe Tiefe Breite, Karl-Hofer-Gesellschaft Berlin, (mit Friedemann Grieshaber), 2001
- idea, Brechthaus Berlin-Weißensee, Katalog, 1998
- Zeichnungen, Galerie im Turm, Berlin, E, 1998
- Auslesung, Galerie am Scheunenviertel, Berlin, ("Ein Seh- und Hörspiel" mit Nino Sandow (Musik), szenische Lesung, Installation, Malerei) E, 1993